# 悲しきチェイサー
「悲しきチェイサー」（かなしきチェイサー）は1987年10月21日に日本コロムビアから発売された富田靖子の8枚目のシングル。

## 解説
前作「私だけのアンカー」から半年ぶりに発売されたシングルで、この曲も連続ドラマの曲として使用された。

## 収録曲
- 全作詞：川村真澄

1. 悲しきチェイサー
作・編曲：渡辺博也
TBS・『赤ちゃんに乾杯!』挿入歌
2. センチメンタル・ヒッチハイク
作曲：林哲司／編曲：新川博／コーラス・アレンジ：柴矢俊彦

## 備考
- 富田はこの曲が挿入歌として使用された『赤ちゃんに乾杯!』で連続ドラマに出演した。なお、富田が連続ドラマに出演したのは『痛快!婦警候補生やるっきゃないモン!』（テレビ朝日）以来となるため、連続ドラマへの出演は2作目となった。
- 「悲しきチェイサー」は富田の2ndベストアルバム、『14 - 19』（1988年12月1日発売）にリミックス版（※曲名は「悲しきチェイサー (extended mix)」）が収録されているが、「消えたチェイサー (extended mix)」と紹介するサイトが混在する[2][3]。

## エピソード
- 『オレたちひょうきん族』（フジテレビ系列）の歌コーナー、「ひょうきんベストテン」に出演したときは『歌謡ドラマ 悲しきチェイサー』というミニドラマの後、「悲しきチェイサー」を歌った[注釈 1]。しかし、曲と並行してサイレントコントが富田の目の前で行われたため、音程が外れたり、歌詞を忘れてしまうハプニングがあった。
- 『おはよう朝日です』（朝日放送）に出演した時は、ドナルドダックのセーターを着て「悲しきチェイサー」を歌った。